# Kairska Deklaracja Praw Człowieka w Islamie
Kairska Deklaracja Praw Człowieka w Islamie – międzynarodowy dokument podpisany 5 sierpnia 1990 roku przez 45 ministrów spraw zagranicznych reprezentujących kraje zrzeszone w Organizacji Konferencji Islamskiej, określający podstawy prawodawstwa w zakresie praw człowieka w krajach islamskich z szariatem jako podstawą. Łącznie w Deklaracji znajduje się 25 artykułów.
W związku z przyjęciem w dokumencie islamu jako nienaruszalnej podstawy systemu prawnego dokument ten jest w istocie sprzeczny z przyjętymi w zachodnim świecie prawami człowieka. Według muzułmanów, dokument reprezentuje stanowisko ugodowego, a nie radykalnego, islamu i jest „komplementarny” do Powszechnej Deklaracji Praw Człowieka, której wiele z krajów islamskich nie przyjęło.